# Карло од Доње Лотарингије
Карло од Доње Лотарингије (Лаон, 953–Орлеан 993) био је француски принц из династије Каролинга. Био је син краља Луја IV и краљице Герберге од Саксоније, односно млађи брата краља Лотира. Припадао је шестој генерацији потомака Карла Великог. Карлу је онемогућено насљеђивање француског пријестола, али га је зато римско-њемачки цар Отон II прогласио војводом Доње Лотарингије 977.
Са братом је 977. дошао у сукоб, када је његову супругу Ему, кћер Лотара II од Италије оптужио за прељуб, односно љубавну везу са бискупом Адалбероном од Лаона. Синод сазван од стране надбискупа Адалберона од Ремса је краљицу прогласио недужном; када је Карло наставио тврдити да је Емма прељубница, протјеран је из Француске. Уточиште је нашао у Њемачкој код рођака Отона који му је дао војводску титулу.
У августу 978. је Лотар напао Њемачку и заузео пријестоницу Ахен; и Отон и Карло су, међутим, успјели побјећи. У октобру исте године су напали Француску те опустошили земље од Ремса, Соасона и Лаона. У Лаону је, пак, бискуп Тјери I од Меца Карлоа окрунио за француског краља. Међутим, већ у новембру је Лотар кренуо у још противофанзиву и потјерао Карла и Отона натраг у Њемачку.
Када је Лотар 986. умро, то што је као вазал страног краља напао Француску је проглашено издајом, па му је онемогућено насљедство пријестоља. Магнати су за новог краља прогласили малодобног Луја V, а након његове смрти Ига Капета, чиме је на власт дошла династија Капет. 26. марта 991. је на превару заробљен и доведен у Орлеан гдје је умро двије године касније.
Карло је био ожењен два пута. Први пут за кћер грофа Роберта од Вермандоа, а потом за Аделаиду, кћер ниског племића и вазала Ига Капета. Дјеца су му били:
- Отон, наслиједио га је као војвода Доње Лотарингије
- Аделаиде
- Герберга од Доње Лотарингије, грофица од Брисела, удала се за Ламберта I од Левена
- Луј, умро с оцем у затвору
- Карло (р. 989)
- Ерменгарда, вјенчала се за Алберта I од Намира (различити извор да је отац Ерменгарде био Карло, односно његов син Отон)

## Породично стабло
|  |                              |  |  |  |  |  |  |  |  |  |  |  |  |  |  |  |
|  | 4. Карло III Безазлени       |  |  |  |  |  |  |  |  |  |  |  |  |  |  |  |
|  |                              |  |  |  |  |  |  |  |  |  |  |  |  |  |  |  |
|  |                              |  |  |  |  |  |  |  |  |  |  |  |  |  |  |  |
|  | 2. Луј IV                    |  |  |  |  |  |  |  |  |  |  |  |  |  |  |  |
|  |                              |  |  |  |  |  |  |  |  |  |  |  |  |  |  |  |
|  |                              |  |  |  |  |  |  |  |  |  |  |  |  |  |  |  |
|  | 5. Едгифа од Весекса         |  |  |  |  |  |  |  |  |  |  |  |  |  |  |  |
|  |                              |  |  |  |  |  |  |  |  |  |  |  |  |  |  |  |
|  |                              |  |  |  |  |  |  |  |  |  |  |  |  |  |  |  |
|  | 1. Карло од Доње Лотарингије |  |  |  |  |  |  |  |  |  |  |  |  |  |  |  |
|  |                              |  |  |  |  |  |  |  |  |  |  |  |  |  |  |  |
|  |                              |  |  |  |  |  |  |  |  |  |  |  |  |  |  |  |
|  | 6. Хенрик I Птичар           |  |  |  |  |  |  |  |  |  |  |  |  |  |  |  |
|  |                              |  |  |  |  |  |  |  |  |  |  |  |  |  |  |  |
|  |                              |  |  |  |  |  |  |  |  |  |  |  |  |  |  |  |
|  | 3. Герберга од Саксоније     |  |  |  |  |  |  |  |  |  |  |  |  |  |  |  |
|  |                              |  |  |  |  |  |  |  |  |  |  |  |  |  |  |  |
|  |                              |  |  |  |  |  |  |  |  |  |  |  |  |  |  |  |
|  | 7. Матилда од Рингелхајма    |  |  |  |  |  |  |  |  |  |  |  |  |  |  |  |
|  |                              |  |  |  |  |  |  |  |  |  |  |  |  |  |  |  |
|  |                              |  |  |  |  |  |  |  |  |  |  |  |  |  |  |  |